# Сане-Домб
Сане-Домб (пол. Sanie-Dąb) — село в Польщі, у гміні Колаки-Косьцельні Замбровського повіту Підляського воєводства. Населення — 139 осіб (2011).
У 1975—1998 роках село належало до Ломжинського воєводства.

## Демографія
Демографічна структура станом на 31 березня 2011 року:
|          | Загалом | Допрацездатний вік | Працездатний вік | Постпрацездатний вік |
| -------- | ------- | ------------------ | ---------------- | -------------------- |
| Чоловіки | 78      | 17                 | 46               | 15                   |
| Жінки    | 61      | 9                  | 36               | 16                   |
| Разом    | 139     | 26                 | 82               | 31                   |